# Ultimate Beastmaster
Ultimate Beastmaster ist eine US-amerikanische Wettkampf-Spielshow, die am 24. Februar 2017 auf dem Video-on-Demand-Dienst Netflix erschien. Sie besteht aus drei Staffeln von jeweils 10 Folgen (1. und 2. Staffel) bzw. 9 Folgen (3. Staffel), die jeweils gleichzeitig weltweit auf Netflix veröffentlicht wurden. Die erste Staffel der Show wurde in Santa Clarita im US-Bundesstaat Kalifornien über einen Zeitraum von acht Nächten gedreht.
Moderiert wird die Sendung von Sylvester Stallone. Die Show unterscheidet sich von anderen Wettkampfshows, indem sie nicht nur internationale Talente präsentiert, sondern auch sechs lokale Versionen mit jeweils ihren eigenen Kommentatoren hat. Für die erste Staffel gibt es eine lokale deutsche Version, bei der Luke Mockridge und Hans Sarpei als Kommentatoren fungieren. In der zweiten Staffel gab es weder Sportler noch Kommentatoren aus Deutschland. In der dritten Staffel waren Micky Beisenherz und Jeannine Michaelsen die deutschen Hosts.

## Konzept
In jeder Folge treten zwölf Kontrahenten (jeweils zwei aus sechs Ländern) an, die einen Hindernislauf namens „das Biest“ absolvieren müssen. Derjenige, der am Ende der Sendung die meisten Punkte hat, gewinnt die Sendung und wird mit dem Titel „Beastmaster“ gekrönt. Jeder der „Beastmasters“ aus den neun Folgen wird in der 10. Folge auf den Finale-Parkour gehen, um der ultimative „Beastmaster“ zu werden.
Der Hindernislauf namens „das Biest“ ist in vier Stufen unterteilt. Die Teilnehmer mit den höchsten Punktzahlen nach jedem Level kommen weiter, während diejenigen mit den niedrigsten Punkten ausscheiden. Punkte können in den Levels 1 bis 3 gesammelt werden. Bei Punktegleichstand wird zugunsten des Kandidaten mit der schnellsten Zeit entschieden. In den Levels 1 bis 3 ist „das Biest“ jeweils mit anderen Hindernissen ausgestattet. Die Hindernisse hängen über einer Menge rot getöntem Wasser, das als „Biestblut“ bezeichnet wird, und sind in einem riesigen Stahlrahmen untergebracht, der die Form eines großen Tieres annimmt. Der Versuch eines Teilnehmers gilt als gescheitert, wenn alle vier Glieder in das Tierblut getaucht sind. Das Scheitern beendet den Versuch im aktuellen Level, bringt aber keine Strafen mit sich – außer bei „The Hard Way“ in Level 3, bei dem mit dem Absolvieren zusätzlicher Herausforderungen Bonuspunkte gewonnen werden können, aber beim Scheitern Punkte abgezogen werden.
In Level 1 treten alle zwölf Teilnehmer an. Die acht besten Wettkämpfer qualifizieren sich für das nächste Level. Am Ende des zweiten Levels können nur fünf Kontrahenten weiter in die nächste Runde. Nur die zwei besten der fünf Kandidaten in Level 3 schaffen es ins letzte Level. In Level 4 werden die Punkte auf 0 zurückgebracht und die zwei besten Teilnehmer liefern ein Kopf-an-Kopf-Rennen auf der Power Source, einer 24 Meter hohen Kletterwand.
In Staffel 3 wurde das Konzept erneuert, da nun neun Staaten teilnehmen. Es gibt nur noch neun Folgen. In den ersten drei Folgen tritt jeweils ein Kandidat aus jedem Land an, die besten zwei Athleten pro Folge kommen in das erste Halbfinale. Dieses findet in Folge 4 statt, die besten drei Teilnehmer kommen ins Finale. Die Kandidaten für das zweite Halbfinale in Folge 8, werden in Folge 5 bis 7 gesucht. Im Halbfinale können die Kandidaten ein Bonusleben einsetzen, wenn sie im Parkour scheitern. Das Finale findet in der neunten Folge statt.

## Ausstrahlung
Für die Show wurden für jede Staffel sechs länderspezifische Versionen mit jeweils eigenen Kommentatoren produziert. In der ersten Staffel haben die USA, Brasilien, Südkorea, Mexiko, Deutschland und Japan eine eigene Version, in der zweiten Staffel sind es die USA, Spanien, Frankreich, Italien, China und Indien. In der dritten Staffel gehen erstmals neun statt sechs Nationen an den Start. In der Version des jeweiligen Landes werden die eigenen Landvertreter etwas ausführlicher vorgestellt.

### Kommentatoren
Neben dem Moderator Sylvester Stallone hat jedes Land seine eigenen Kommentatoren für die Show.
| Land               | Kommentatoren der 1. Staffel | Kommentatoren der 1. Staffel  |
| ------------------ | ---------------------------- | ----------------------------- |
| Brasilien          | Rafinha Bastos               | Komiker                       |
| Brasilien          | Anderson Silva               | Kampfsportler                 |
| Deutschland        | Luke Mockridge               | Komiker                       |
| Deutschland        | Hans Sarpei                  | Fußballprofi                  |
| Japan              | Yuji Kondo                   | Sportreporter                 |
| Japan              | Sayaka Akimoto               | Sängerin/Schauspielerin       |
| Mexiko             | Luis Ernesto Franco          | Telenovela-Star               |
| Mexiko             | Inés Sainz                   | Sportreporterin               |
| Südkorea           | Kyung-soek Seo               | Radio- und Fernsehmoderator   |
| Südkorea           | Kyeong Rim Park              | Radio- und Fernsehmoderatorin |
| Vereinigte Staaten | Terry Crews                  | Schauspieler                  |
| Vereinigte Staaten | Charissa Thompson            | Fernsehmoderatorin            |

| Land               | Kommentatoren der 2. Staffel | Kommentatoren der 2. Staffel |
| ------------------ | ---------------------------- | ---------------------------- |
| China              | Bin Gu                       | Fernsehmoderator             |
| China              | Qin-yi Du                    | Fernsehmoderatorin           |
| Frankreich         | Gilles Marini                | Schauspieler                 |
| Frankreich         | Sandy Heribert               | Sportjournalistin            |
| Indien             | Vidyut Jammwal               | Schauspieler                 |
| Indien             | Sarah-Jane Dias              | Schauspielerin               |
| Italien            | Francesco Facchinetti        | DJ/Fernsehmoderator          |
| Italien            | Bianca Balti                 | Fotomodell                   |
| Spanien            | Paula Vázquez                | Fernsehmoderatorin           |
| Spanien            | Saúl Craviotto               | Kanute                       |
| Vereinigte Staaten | Tiki Barber                  | Ehemaliger Footballspieler   |
| Vereinigte Staaten | Chris Distefano              | Komiker                      |

| Land                   | Kommentatoren der 3. Staffel | Kommentatoren der 3. Staffel    |
| ---------------------- | ---------------------------- | ------------------------------- |
| Australien             | Dannii Minogue               | Sängerin, Schauspielerin        |
| Australien             | Nick Cummins                 | ehemaliger Rugbyspieler         |
| Brasilien              | Rafinha Bastos               | Komiker                         |
| Brasilien              | Anderson Silva               | ehemaliger Kampfsportler        |
| Deutschland            | Jeannine Michaelsen          | TV-Moderatorin                  |
| Deutschland            | Micky Beisenherz             | Moderator, TV-Autor             |
| Frankreich             | Gilles Marini                | Schauspieler                    |
| Frankreich             | Sandy Heribert               | Sportjournalistin               |
| Vereinigte Staaten     | CM Punk                      | Wrestler/ehemaliger MMA-Kämpfer |
| Vereinigte Staaten     | Tiki Barber                  | Ehemaliger Footballspieler      |
| Italien                | Francesco Facchinetti        | DJ, Fernsehmoderator            |
| Italien                | Bianca Balti                 | Model                           |
| Vereinigtes Königreich | Stuart Bennett               | Wrestler, Schauspieler          |
| Vereinigtes Königreich | Kate Abdo                    | Sportjournalistin               |
| Südkorea               | Seo Kyung Suk                | Radio- und Fernsehmoderator     |
| Südkorea               | Park Kyeong Rim              | Radio- und Fernsehmoderator     |
| Mexiko                 | Ines Sainz                   | Sportreporterin                 |
| Mexiko                 | Luis Ernesto Franco          | Telenovela-Star                 |

Für jede der sechs lokalen Versionen berichtet ein eigenes Kommentatorenpaar über die Ereignisse in der jeweiligen Landessprache. Die ausländischen Kommentatoren sind jedoch auch in jeder lokalen Version zu sehen, deren Kommentar mit Untertiteln eingeblendet wird. Wenn ein Kandidat einen Kurs erfolgreich abschließt, werden die Reaktionen aller Kommentatoren gezeigt. Da alle Kommentatorenboxen in einer Reihe nebeneinanderstehen, können Kommentatoren leicht die Kabine eines anderen Kommentatorpaars besuchen.